# ام حارتین، حماة
ام حارتین (به عربی: أم حارتین) یک روستا در سوریه است که در ناحیه صوران واقع شده‌است. ام حارتین ۵۲۸ نفر جمعیت دارد.